# Ragnar Sundfeldt
Ragnar Sundfeldt, född 10 juni 1897 i Ovansjö församling, Gävleborgs län, död 10 juli 1987, var en svensk industriman. Han var bror till Birger Sundfeldt.
Sundfeldt, som var son till disponent Gustaf Sundfeldt och Maria Andréasson, diplomerades från Handelshögskolan i Stockholm 1924. Han var direktörsassistent vid SCA 1929–1934, industriexpert vid Svenska Handelsbanken 1934–1936, vice verkställande direktör vid SCA 1936–1941, och verkställande direktör vid Bergvik och Ala AB i Söderhamn 1941–1963.